# Nochistlán de Mejía
Nochistlán de Mejía é um município do estado de Zacatecas, no México.